# Mali Ban
Mali Ban – wieś w Słowenii, w gminie Šentjernej. W 2018 roku liczyła 27 mieszkańców.